# Rhionaeschna diffinis
Rhionaeschna diffinis – gatunek ważki z rodziny żagnicowatych (Aeshnidae). Występuje na terenie Ameryki Południowej.